# Heinrich Fritsch
Heinrich Fritsch (15. července 1859 Suchdol – 25. listopadu 1922 Suchdol) ,byl rakouský a československý politik německé národnosti, poslanec Moravského zemského sněmu a meziválečný senátor Národního shromáždění ČSR za Německý svaz zemědělců (BdL).

## Biografie
Vytudoval národní školu a zemědělskou odbornou školu v rodné obci. Sám se pak pilně vzdělával samostudiem. Od roku 1892 hospodařil na otcovském statku, který byl od počátku 18. století v majetku rodu. Od roku 1894 byl obecním radním v Suchdole a od roku 1900 předsedou okresního zemědělského spolku ve Fulneku. Od roku 1901 byl členem a od roku 1902 i prezidentem německé sekce zemské zemědělské rady na Moravě v Brně. V této funkci setrval do roku 1918.
V moravských zemských volbách 1902, 1906 a 1913 byl zvolen poslancem Moravského zemského sněmu. Zastupoval za kurii venkovských obcí, německý obvod Nový Jičín, Moravská Ostrava, Vsetín atd. K roku 1902 se uvádí jako kandidát Německé lidové strany. Při volbách v roce 1906 ho tisk uváděl jako nezávislého všeněmce (freialldeutsch).
Profesně byl k roku 1920 zmiňován coby rolník ze Suchdola. Patřil mezi přední organizátory německých rolníků na severní Moravě. Působil jako předseda německého odboru Moravské rady zemědělské, členem Moravské zemské školní rady a členem předsednictva Ústředního svazu německých zemědělských družstev Moravy a Slezska a dalších organisací zemědělských.
V parlamentních volbách v roce 1920 získal za Německý svaz zemědělců (BdL) senátorské křeslo v Národním shromáždění, kde zasedal do své smrti roku 1922. Pak ho jako náhradník vystřídal Paul Franke.
Je pohřben na evangelickém hřbitově v Suchdole nad Odrou.